# Synagogue de Baden-Baden (1899-1938)

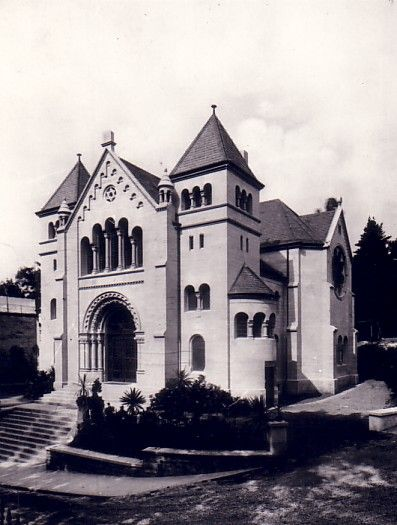
La synagogue de Baden-Baden dans les années 1920-1930

La synagogue de Baden-Baden a été construite en 1899 pour la communauté juive de Baden-Baden ainsi que pour les nombreux curistes juifs. Comme la majorité des synagogues en Allemagne, elle sera détruite par les nazis en 1938.
Baden-Baden, située dans le Land de Bade-Wurtemberg, se trouve à 40 kilomètres de Karlsruhe et 60 kilomètres de Strasbourg. Depuis la fin du XVIIIe siècle, la ville est une station thermale réputée dans toute l'Europe.
Baden-Baden compte actuellement un peu moins de 55 000 habitants.

## Histoire de la communauté juive

### Avant l'avènement du nazisme
Du XVIe au XVIIIe siècle, le nombre de Juifs habitant Baden (devenu Baden-Baden à partir de 1931) se limite à une ou deux familles. Des documents font état d'un Aron établi dans la ville en 1681-1683, de Löw et sa femme Johanna et de Matz et sa femme Rebecca en 1685.  Mais dès la moitié du XVIIIe siècle, Baden voit arriver un nombre grandissant de curistes juifs. Une source de la ville s'appelle même la Judenbrühbronnen (Fontaine chaude aux Juifs) ou la Judenquelle (Source aux Juifs) renommée par la suite Friedrichsquelle (Source Frédéric).
En 1809, la ville ouvre un nouveau bain public, et les Juifs y sont admis en troisième classe.
En décembre 1861, le baron Rothschild se voit interdire son installation en ville parce qu'il est  juif. Malgré l'avis favorable des autorités de l'état, le conseil des citoyens de la ville, à la quasi-unanimité, refuse l'enregistrement du baron qui a acquis à grand frais du terrain. Dans le grand-duché de Bade, l'installation d'un Juif dans une ville où n'habite aucun de ses coreligionnaires, est de la responsabilité de la ville.
En 1862, les Juifs du grand-duché obtiennent leur émancipation et peuvent s'installer librement dans toutes les villes du grand-duché.  De nombreux Juifs s'installent alors à Baden-Baden, et la communauté est fondée le 2 novembre 1890.
Le nombre d'habitants juifs va croitre rapidement: en 1865 on ne compte encore que 18 habitants juifs pour une population totale de 9 280 habitants, soit 0,2 pour cent de la population. En 1875, il y a 84 Juifs pour une population de 14 251 habitants soit 0,6 pour cent. En 1880, légère diminution de la population: il y a 73 Juifs sur une population de 11 923 habitants. En 1895, 156 sur un total de 19 979 soit 0,8 pour cent et en 1900, 192 sur une population totale inchangée, soit 1,0 pour cent. En 1910, 302 sur un total de 22 066 soit 1,4 pour cent et en 1925, on atteint le chiffre le plus élevé avec 435 Juifs pour 25 692 habitants soit 1,7 pour cent de la population totale.
La communauté s'organise et possède un oratoire, puis une synagogue à partir de 1899, une école religieuse, un mikvé (bain rituel) et en 1921 un cimetière. Pour réduire les coûts, l'enseignant est aussi hazzan (chantre) et shohet (abatteur rituel). Pour les affaires religieuses, la communauté de Baden-Baden est rattachée au district rabbinique de Bühl.
L'intégration des Juifs au sein de la ville se fait très rapidement. Dès 1890, plusieurs Juifs sont membres de différents clubs locaux avec parfois des fonctions dirigeantes. De nombreux commerces sont détenus par des Juifs, et plusieurs médecins et avocats juifs ouvrent leur cabinet. En 1900, trois hôtels offrent des repas cachères: l'hôtel Tannhäuser détenu par Samuel Cahn et qui fonctionnera jusqu'en 1939 en tant que propriété de la famille Köhler-Stern; l'hôtel Hirsch-Herz depuis 1890 et propriété d'Alphons Weill; et l'hôtel Odenheimer depuis 1896, propriété de Ferdinand Odenheimer, puis de son gendre et sa fille Philipp et Mathilde Lieblich qui restera ouvert jusqu'en 1939.
L'Association des femmes israélites est créée en 1880 et compte 120 membres en 1925.  De même une Caisse de secours pour les israélites indigents est fondée pour secourir les vagabonds. En 1913 s'ouvre une maison de repos pour les femmes, pouvant accueillir jusqu'à 150 pensionnaires,. Pour l'année scolaire 1932/1933, 35 enfants juifs suivent les cours de religion enseignés par Max Grünfeld, qui est en même temps chantre à la synagogue. En 1932, le président de la communauté est le banquier Kahn.
Dès la fin de la Première Guerre mondiale, les actes antisémites se multiplient dans la ville, faisant fuir les curistes juifs et entraînant de nombreux habitants juifs à quitter la ville.

### La période du nazisme
Depuis 1930, Baden-Baden est considérée comme un terrain de prédilection pour l'antisémitisme, avec entre autres le boycott des magasins juifs et de nombreuses agressions physiques et contre les biens juifs.  Lors d'une réunion de protestation contre les agissements des nazis dans la ville thermale, le président du conseil municipal de la ville, Becker, très remonté contre la mauvaise publicité faite à sa ville, y prononce un discours: « J'entends partout comme un écho: "Éviter Baden-Baden, car c'est le repaire des plus féroces persécutions contre les Juifs!". J'ai peur de dire, hélas, que ces allégations ne sont que trop vraies. Presque tous les soirs, les maisons des citoyens juifs sont barbouillées de peinture. Les nazis n'ont pas peur de prendre la rue pour leur propagande, et les clients juifs des spas arrivant à la gare sont roués de coups, les obligeant à rebrousser chemin  ».
En 1933, à l'arrivée au pouvoir des nazis, il ne reste plus que 260 Juifs sur une population totale de 30 262 habitants, soit 0,9 pour cent de la population. Entre 1933 et 1938, 65 Juifs réussiront à quitter la ville, dont 27 pour s'installer dans un autre pays.
Cependant, jusqu'au début de 1937, aucune mesure officielle de discrimination n'est prise par les pouvoirs publics afin de ne pas effrayer les curistes continuant de venir de l'étranger.  Mais début 1937, sur décision du gouverneur du Reich et du Gauleiter de Bade, les curistes juifs sont définitivement exclus des établissements de cure ainsi que des parcs et jardins de la ville "dans le cadre de la politique de reconstruction économique et raciale". Seuls quatre hôtels sont autorisés à recevoir des Juifs.

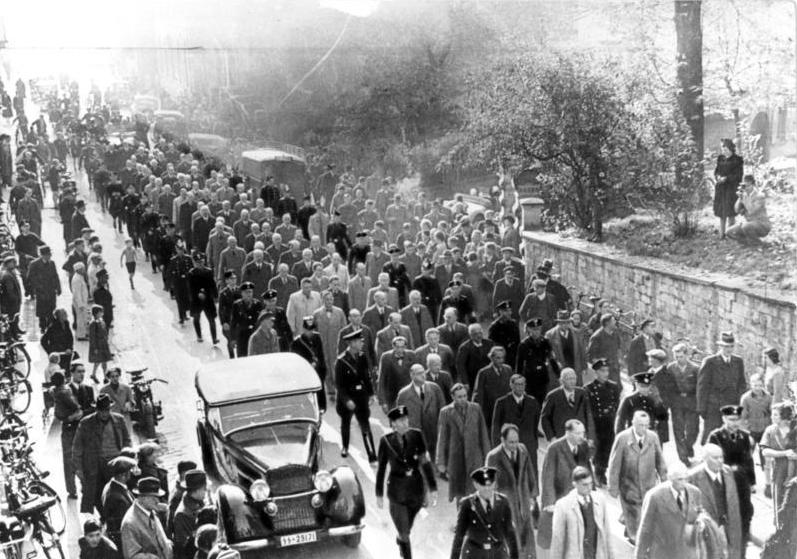
Colonne de Juifs de Baden-Baden, gardés par les SS et la police le 10 novembre 1938

Le 10 novembre 1938 à l'aube de ce qui sera nommé la nuit de Cristal, plus de 90 Juifs vivant à Baden-Baden sont arrêtés par la police et conduits dans la cour de l'ancien poste de police, situé près des thermes actuels de Caracalla. Vers midi, ils sont emmenés en colonne jusqu'à la synagogue. Tout au long du chemin, ils sont humiliés, battus, fouettés par les SS et accompagnés par des centaines d'habitants de la ville hurlant des slogans antisémites. Certains des prisonniers s'évanouissent et doivent être portés par leurs voisins.
À l'intérieur de la synagogue, les SS tentent de mettre le feu à la galerie des femmes. La foule profane et pille le lieu de culte. Devant ses coreligionnaires réunis, un des Juifs est forcé de lire à haute voix, Mein Kampf. Les malades et les personnes âgées sont alors relâchés, et les 60 hommes restants sont entassés dans un bus et conduits à la gare de Baden-Baden. De là, par train spécial, avec d'autres Juifs de la région de la Forêt-Noire, ils sont déportés au Camp de concentration de Dachau.
Le 22 octobre 1940, 106 Juifs sont déportés de Baden-Baden au camp de Gurs en France. Au moins 14 d'entre eux sont morts à Auschwitz, un autre à  Lublin-Majdanek, et 22 autres dans différents camps. En 1941, il ne reste plus que  44 Juifs dans la ville. Ils sont déportés à Lublin et de là envoyés à Theresienstadt. Seuls deux rentreront dans leur ville natale après la guerre, tous les autres ont péri. Seuls resteront dans la ville quelques rares Mischehe privilégiés (nés de couples mixtes juifs et aryens).
Le cimetière juif de Baden-Baden (à Lichtental), à la suite d'un décret du 12 septembre 1941, émis par le ministre de l'intérieur du gau de Bade-Alsace, n'est exceptionnellement ni fermé ni vendu comme le seront de nombreux autres cimetières juifs.

## Histoire de la synagogue

### Premier lieu de prière
On ignore s'il y a eu des lieux de prière juifs à Baden-Baden du XVIe au XVIIIe siècle.
En 1866, le rabbin Leopold Schott du district de Bühl commence une collecte de fonds afin de payer la location d'un futur oratoire à Baden-Baden. Des fidèles de Karlsruhe et de Mannheim, ainsi que de nombreux curistes juifs font des donations, ce qui permet d'aménager une salle de prière dans une des ailes de l'hôtel Baldreit (15 Büttenenstrasse), devenu aujourd'hui le musée municipal. La cérémonie d'inauguration a lieu le 18 juillet 1867. Les autorités civiles et les représentants des autres religions assistent à cette inauguration ce qui est considéré comme un fait très important pour les Juifs, car jusqu'alors, tout oratoire ou synagogue avait été refusé. La location de la salle pendant six ans pour un coût d’environ 7 000 francs, le mobilier de l'oratoire, ainsi que les frais de l'inauguration sont pris totalement en charge par Benjamin Lévy de Strasbourg. Dans son discours lors de la cérémonie inaugurale, le rabbin Leopold Schott proclame que le nouvel oratoire va permettre « d'enseigner l'amour, de maintenir et de diffuser le patriotisme, la charité et l'amour de Dieu, ».     
La salle étant sur un seul niveau, les hommes s'assoient à droite et les femmes à gauche, ce que ne peuvent pas admettre certains religieux orthodoxes qui se plaignent dans les journaux de la communauté qu'ils sont obligés, lors des jours redoutables (entre Roch Hachana et Yom Kippour), de quitter la ville pour passer les fêtes dans une ville voisine où le lieu de culte est plus "conforme à notre sainte loi". 

### Construction de la synagogue

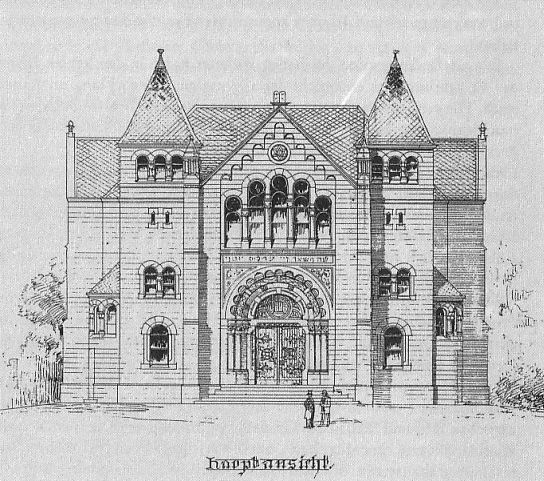

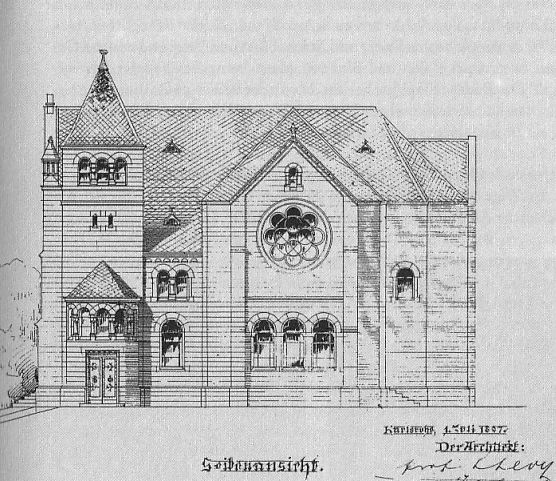
Dessins d'architecte

En raison de la forte croissance du nombre de familles juives habitant Baden-Baden où se rendant en cure dans la ville, la salle de prière située dans l'hôtel Baldreit se révèle trop petite dès le début des années 1880. Il faudra cependant plus de dix années pour envisager la construction d'une nouvelle synagogue. La communauté juive charge alors l'architecte juif Ludwig Levy, professeur à l'école du bâtiment de Karlsruhe de la réalisation des plans et de la maîtrise d'œuvre de la construction du bâtiment. Levy est renommé pour avoir déjà construit plusieurs synagogues dans des styles différents, entre autres celles de Kaiserlautern; de Pforzheim, de Strasbourg et  de Luxembourg. Celle de Baden-Baden sera construite en style pur néoroman en grès blanc de la vallée de la Murg, à l'angle entre la Stephanienstrasse et la Scheibenstraße. Le grand-duc de Bade dit prendre un grand intérêt à la construction de cette nouvelle synagogue.
Le 20 juillet 1898 se déroule la cérémonie de pose de la première pierre du bâtiment en présence du conseiller du gouvernement le Dr Mayer, représentant le grand-duc, ainsi que des rabbins de Mannheim, Dr Fürst, d'Offenbourg, Dr Rawicz, de Karlsruhe, Dr Appel, et du rabbin de Stuttgart, Dr Stösser qui se trouvait à cette date faire une cure dans la ville. Le Dr Julius Mayer, rabbin de Bühl, à laquelle est rattachée la communauté de Baden, prononce un discours dans lequel il relate l'histoire de la communauté de Baden, avant de frapper symboliquement la première pierre de trois coups de marteau. Le soir, un banquet est offert par la communauté juive aux nombreux invités. 
Le 2 février 1899, le grand-duc de Bade, lors de son séjour dans la ville, visite le chantier de la synagogue et se fait remettre une copie du document qui a été muré dans la première pierre,.
La presse locale fait remarquer avec beaucoup de bienveillance que la synagogue a l'air d'une église romane avec ses arcades, son plan cruciforme, avec son transept et ses deux tours d'escaliers, surmontées d'un toit en pointe. Le Tagblatt Baden écrit le 18 août 1899: « Le professeur Levy a eu l'heureuse idée, pour réaliser la synagogue locale, de ne pas choisir le style exotique mauresque traditionnel pour ce genre de construction, mais un style lapidaire, originaire d'Allemagne, comme les grandes cathédrales impériales telles que celles de Spire, Worms ou Mayence ».  

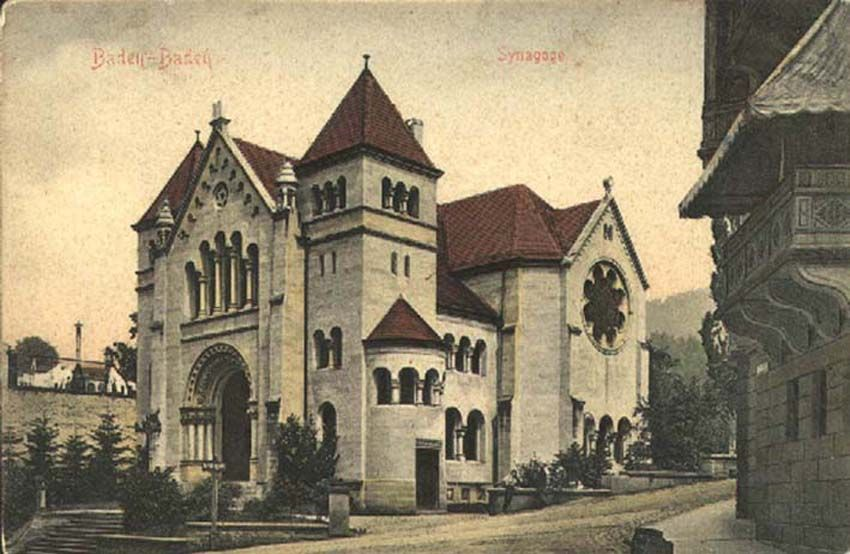
Carte postale colorisée de la synagogue au début du XXe siècle

Le 16 août 1899 a lieu l'inauguration officielle de la synagogue en présence du conseiller privé du grand-duc, Dr Haape, de très nombreux conseillers municipaux avec à leur tête le maire de la ville, des représentants des diverses institutions civiles et religieuses et un très nombreux public. Le grand-duc a fait parvenir un télégramme de remerciements.  La synagogue est décorée de drapeaux allemands et de Bade. La place en face de l'édifice a été transformée en jardin avec de nombreuses plantes. Lors de son sermon, le rabbin Dr Mayer de Bühl, rappelle l'attachement de la communauté juive à l'Allemagne. Il profite des festivités de l'inauguration pour, au nom de la communauté, « prêter allégeance à sa Majesté l'Empereur et à l'Empire, au prince héritier et à la Patrie et renouveler le vœu de sacrifice du sang et de l'argent quand la patrie l'exigera ». Ludwig Levy, l'architecte, remet alors les clefs du bâtiment à Julius Mayer, président de la communauté juive qui le remercie pour le beau bâtiment. Le soir, un gala de fête suivi d'un bal est organisé et des toasts sont portés en l'honneur du grand-duc, de la grande-duchesse et de toute la maison du grand-duc.
En dépit du style architectural de la synagogue, montrant un degré d'assimilation de la communauté juive, le culte est célébré selon le rite orthodoxe afin de pouvoir accueillir les curistes orthodoxes. Contrairement à de nombreuses synagogues ouvertes à cette même période, il a fallu renoncer à l'orgue et à l'harmonium, ainsi qu'au chœur de femmes. Uniquement pour les grandes fêtes, le chantre se fait accompagner d'un chœur de jeunes hommes.  Les femmes s'assoient séparément dans les galeries du premier étage qui leur sont réservées et que l'on atteint par les escaliers situés dans les deux tours latérales. 
Le centre communautaire se situe à côté de la synagogue. 

### Destruction de la synagogue
Le pogrom de la nuit de Cristal, commence, dès  3 heures du matin le 10 novembre 1938, par l'occupation et la fouille de la synagogue à la "recherche d'armes". Il est réalisé dans un premier temps par la SS locale avec l'aide de la police, mais très vite une partie de la population se joindra à eux.  A 8 heures, la Gestapo emporte les objets de culte; puis les 80 hommes juifs arrêtés brutalement chez eux, emmenés au poste de police dans la Gernsbacher Strasse, sont ensuite conduits en colonne par deux vers  la synagogue au travers d'une foule vociférante. Après une marche de deux heures sous les insultes et les coups, ils arrivent vers midi à la synagogue. Dans la synagogue, ils sont forcés  de se découvrir et d'entendre les diatribes des officiers SS, puis Arthur Flehinger, juif, ancien professeur de lycée, est obligé de lire à haute voix Mein Kampf, avant d'être battu et remplacé par un autre. Puis les prisonniers sont obligés de chanter l'hymne nazi, le Horst-Wessel-Lied. Avant de les embarquer dans un train vers le camp de concentration de Dachau, les SS les obligent à souiller la synagogue.
À 14 heures, une fois les Juifs partis, les SS, aidés de membres de la Gestapo, apportent des bidons d'essence et mettent le feu à la synagogue. Les objets de culte, principalement en argent, avaient dès le matin été récupérés par la Gestapo. La synagogue va brûler complètement. Dans les semaines suivantes, elle va être entièrement rasée. Le coût de la démolition et de l'évacuation des gravats se chiffre à 9 000 Reichsmarks, que doit payer la communauté juive. Cette somme sera finalement compensée par la vente du terrain qui se monte à 1 000 Reichsmarks. 
Le terrain de la synagogue reste non construit après 1945 et sert de parc puis de parking.

## L'après guerre

### La communauté
En 1947, les forces d'occupation française ouvrent un petit oratoire au 2 Werderstrasse, mais ce lieu de prière ne sera pas utilisé pendant très longtemps, en l'absence de miniane (quorum de 10 hommes adultes pour faire un office).
Après la Seconde Guerre mondiale, en l'absence de fidèles, la communauté juive de Baden-Baden est officiellement rayée du registre des associations le 23 février 1951. Une petite communauté juive se recrée en 1956 qui fonctionnera jusqu'à nos jours, sauf pendant les années 1980/1990. Les offices ont d'abord lieu dans une salle mise à disposition par l'administration thermale.
De 53 membres en 1976, la communauté passe à 25 membres en 1992 pour remonter à 300 membres en 2002. L'oratoire sera re-inauguré en 1992.

### Commémoration des exactions nazies
Le 25 novembre 1976, une pierre commémorative avec une dalle de la synagogue incrustée, est inaugurée au cimetière juif de Baden-Baden à Lichtental, à la mémoire des victimes juives du nazisme avec l'inscription : « Je pleurerais jour et nuit les morts de la fille de mon peuple! » (Livre de Jérémie 9-1).
Une autre pierre avec une plaque en bronze est déposée quelques années plus tard, sur la place à l'emplacement de la synagogue détruite.  Sur la plaque est écrit: « Hier stand die Baden-Badener Synagoge. Zerstört durch Brandstiftung am 10. November 1938 » (Ici se trouvait la synagogue de Baden-Baden. Détruite par un incendie criminel le 10 novembre 1938).  

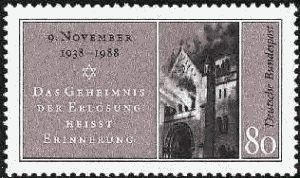
Timbre allemand de 1988, pour le de la nuit de Cristal

En 1988, pour l'anniversaire des cinquante ans de la nuit de Cristal, la Deutsche Bundespost (poste allemande) émet un timbre commémoratif représentant la synagogue de Baden-Baden en flamme, gravé d'après une photo de l'époque.